# Bendorejo (Pogalan)
Bendorejo is een bestuurslaag in het regentschap Trenggalek van de provincie Oost-Java, Indonesië. Bendorejo telt 7601 inwoners (volkstelling 2010).